# Tammerfors spårvägar
Tammerfors spårvägar (finska: Tampereen raitiotie) är ett kollektivtrafiksystem i Tammerfors i Finland. Trafiken inleddes på linje 1 från Sorin aukio till Kaupin kampus och på linje 3 från Pyynikintori (torget i Pynike) till Hervanta i augusti 2021. 
Planer på en spårväg i Tammerfors har förekommit redan i början av 1900-talet, men planeringen av det nuvarande systemet inleddes först 2001. I november 2016 beslöt Tammerfors stadsfullmäktige bygga spårvägen. En förlängning av spårvägen västerut från centrum mot Lentävänniemi inleddes 2021 och blev klar 2025. Det finns dessutom planer på ytterligare utbyggnad mot grannkommunerna Ylöjärvi, Birkala och Kangasala. 
Vagnarna har tillverkats av Škoda Transtech och för trafikering ansvarar VR. Vagnarna har lågt golv och kan köras i bägge riktningarna och deras färgsättning är tegelröd. 

## Planeringshistoria

### 1907–1929: spårväg
Den första officiella planen för en spårväg i Tammerfors gjordes 1907 då en kommitté bildades som skulle studera byggandet av ett spårvägssystem. Utredningen blev klar 1909 och kom fram till att ett spårvägssystem är relativt dyrt att bygga. Under följande årtionde verkade det ändå som om Tammerfors skulle få ett spårvägssystem. Planerna skrinlades dock på grund av första världskriget. Samtidigt byggdes spårvägar i andra finska städer: Åbo spårvägar öppnade 1908 och Viborgs spårvägar 1912, medan Lahtis (1907–1917) och Riihimäki (1922) utredde ärendet. Efter kriget gjordes efterföljande planer så sent som 1929, men dessa förverkligades aldrig.

### 2001–2004: TramTrain

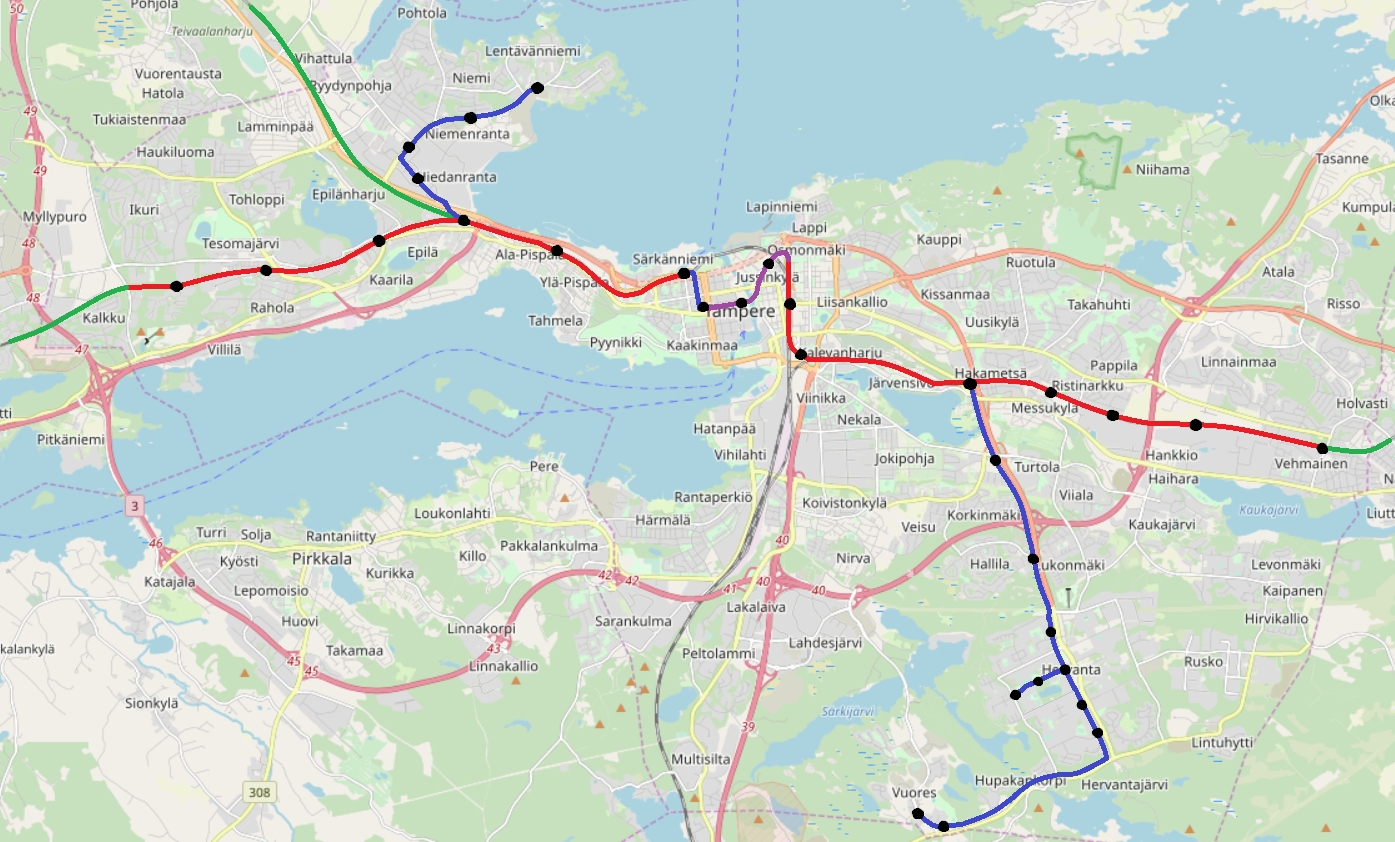
Spårvägsplanen 2004 som baserades på existerande järnvägsspår.

Byggandet av en snabbspårväg i Tammerfors har diskuterats sedan 1970-talet, men beslutsfattarna har ställt sig tvekande till att ta beslut utan att samarbeta med andra städer i Finland för att hålla kostnaderna nere. År 2001 gjorde staden ett initiativ till att planera en snabbspårväg då en spårtrafiksprojektgrupp bildades för att utreda ett sådant system. I gruppen ingick Kommunikationsministeriet, VR Group och flertalet kommuner i Tammerforsområdet. Gruppen blev klar med sin utredning 2004 och rekommenderade ett järnvägs-spårvägssystem som skulle utnyttja existerande järnvägssträckor, nya spår och en tunnel under centrala Tammerfors, för att undvika trafikstockningar. Systemet kallades TamTrain, efter engelskans TramTrain.
TamTrain-förslaget kritiserades för att inte ta i beaktande att de största urbana områdena i regionen finns utmed huvudvägarna och inte längs med järnvägarna och att systemet skulle försämra förutsättningarna för kollektivtrafik i många områden. Tunneln under centrum ansågs också vara problematisk: tunneln skulle tvinga linjen att bli dragen förbi viktiga transportnav som TAYS. Dessutom skulle den 1,5 km långa tunneln, med endast tre hållplatser, ha kostat 29 % av totaltkostnaden för det 83 km långa systemet.

### TASE 2025: snabbspårvägsplan
Mellanrapporten för trafiksystemplanen TASE 2025 publicerades 2007 och rekommenderade att ett snabbspårvägssystem byggs i Tammerfors längs med huvudvägarna. Systemet skulle knyta samman förorterna Vuores och Hervanta med centrum i skede 1 (fram till 2015) och Lielahti och Lentävänniemi i skede 2 (2015–2025), med spår till Koilliskeskus, Ojala-Lamminrahka och Birkala i skede 3 (efter 2025). Dessutom rekommenderade utredningen att en pendeltågslinje skulle införas på existerande järnvägar, samt att förbättra existerande bussförbindelser i områden som inte betjänas av någotdera spårtrafikalternativet. Enligt dessa rekommendationer skulle det första skedet i spårvägen tas i bruk 2015. Trots att det tekniskt var frågan om en snabbspårväg som föreslogs i TASE 2025, kallades systemet gatuspårväg (finska: katuraitiotie) i motsats till snabbspårväg (finska: pikaraitiotie).
Längden på det föreslagna systemet var 17,6 km i skede 1, 24,2 km i skede 2 och 43 km i skede 3. Kostnaden beräknades uppgå till 298 miljoner euro. Snabbspårvägen beräknades årligen skapa en vinst på 10 miljoner euro, medan det existerande bussystemet orsakade en förlust på 10 miljoner varje år. En efterföljande mellanrapport i mars 2009 föreslog fyra alternativ för den framtida planeringen av kollektivtrafiken i Tammerfors, och i alla alternativ ingick en snabbspårväg. Det inledande skedet var det samma i alla alternativ, men rutterna och längden på senare förlängningar varierade.

### Utredningsplan

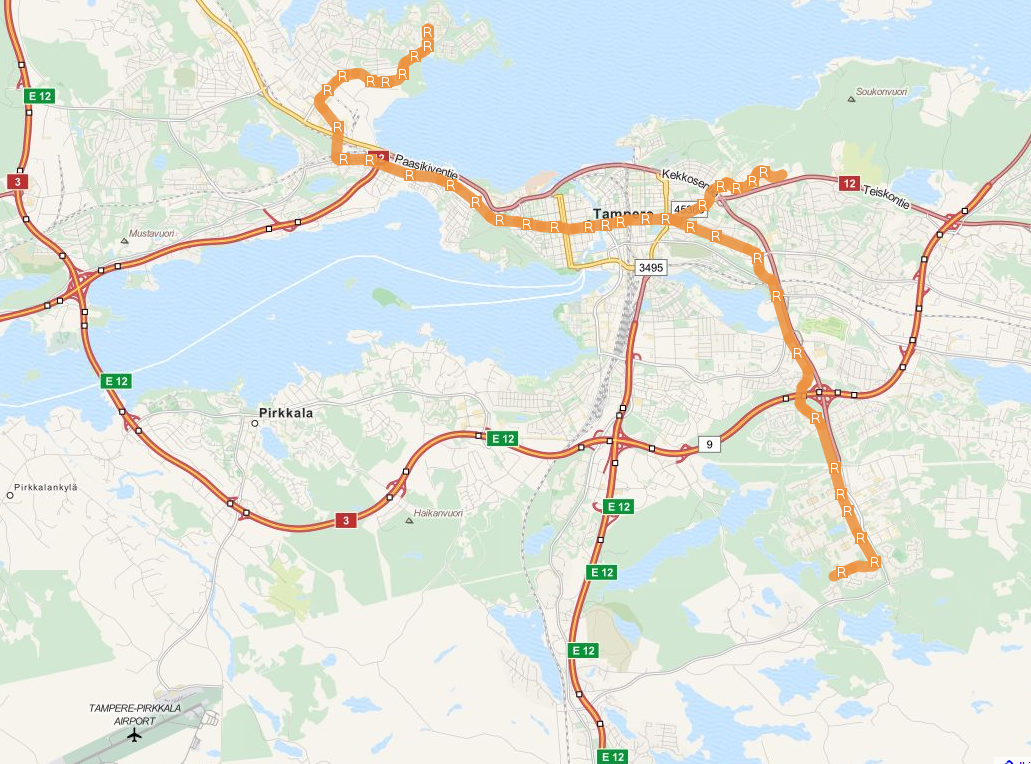
Spårvägsrutten enligt den preliminära utredningsplanen 2013. Bokstaven R betyder hållplats. I den preciserade utredningsplanen har rutten ändrats i viss mån.

Spårvägsrutten enligt utredningsplanen (röd) samt preliminär rutt för skede 2 (blå) år 2019.

Tammerfors stad konkurrensutsatte uppgörandet av en utredningssplan tillsammans med Åbo stad och den vanns av Ramboll Finland. Stadsfullmäktige godkände uppgörandet av planen i november 2011. Planeringen inleddes i januari 2013 och den blev klar i slutet av april 2014. I utredningsplanen hade rutten ändrats så att banan slutar vid Hervantajärvi i stället för Ahvenisjärventie i söder, antalet hållplatser utökades vid vägarna Teiskontie och Sammonkatu, Vuohenoja hållplats blev en reservation och linjen går längs Paasikiventie istället för Pispalan valtatie. Stadsfullmäktige godkände utredningsplanen 16 juni 2014 och beslöt gå vidare med projektet till utvecklingsfasen.
I utvecklingsfasen preciserades utredningsplanen, bland annat ändrades några spårdragningar och hållplatser och gatuplaner uppgjordes för spårvägen. I juni 2015 beslöt stadsfullmäktige dela projektet i två delar i stället för tre. I skede 1 byggs spårvägen från centrum till Hervanta och TAYS. På sommaren 2015 valdes ett konsortium (Raitiotieallianssi, "spårvägsalliansen") som bestod av Pöyry, VR-Track och YIT till byggentreprenör. Planen för förverkligande, kostnadsberäkningen och konsekvensbedömningen blev klara i september 2016. Då beräknades spårvägens infrastruktur kosta 283 miljoner euro. Tammerfors stadsfullmäktige beslöt 7 november 2016 att inleda byggandet av en spårväg och köpa in spårvagnar.

### Stickspår till busstationen
En idé om att bygga ett stickspår från Hämeenkatu till Ratina och Tammerfors busstation längs med Hatanpään valtatie togs upp i stadsfullmäktige 2018 och i slutet av året började idén planeras vidare. Följande år blev en gatuplan klar som presenterades för beslutsfattarna. Ett byggbeslut togs av stadsfullmäktige 25.11.2019. Stickspåret har en hållplats vid Sorin aukio och den fungerar som den andra ändhållplatsen för linjen som går till TAYS. Stickspåret utgör början av en framtida utvidgning av spårvägen söderut. Det var meningen att trafiken på sträckan inleds i slutet av 2021 och att arbetena blir helt klara på hösten 2022. Stickspåret kunde ändå tas i bruk redan i augusti 2021 samtidigt som skede 1.

### Skede 2
18 december 2017 beslöt stadsfullmäktige inleda utvecklingsfasen för skede 2 och att den beställs av Spårvägsalliansen (finska: Raitiotieallianssi) som också byggde skede 1. Tammerfors stadsfullmäktige beslöt 19 oktober 2020 bygga skede två med rösterna 56–11, och byggarbetena inleddes veckan därpå.

### Regional utbyggnad
Enligt en dispositionsplan som blev klar i februari 2021 borde spårvägen utvidgas över Tammerfors kommungräns. Enligt den preliminära tidtabellen kunde en utvidgning av linje 1 söderut mot Birkala och österut mot Koilliskeskus byggas 2025–2028. Efter det kunde nya linjer byggas västerut mot Ylöjärvi och österut mot den nya stadsdelen Lamminrahka i Kangasala. Dessutom är ytterligare en linje mot Vuores möjlig. En dispositionsplan för rutten Lielahti–Ylöjärvi publicerades i december 2022.
Kommunfullmäktige i Birkala och Tammerfors beslöt 21 oktober 2024 att förlänga spårvägen söderut mot Birkala och österut mot Linnainmaa. Byggstart väntas ske i slutet av 2024 [uppföljning saknas]och ett första skede med åtta hållplatspar söderut till Partola och österut till Niihama bli klara 2028. Andra skedet med sju hållplatspar väntas pågå 2028–2032.

## Byggande

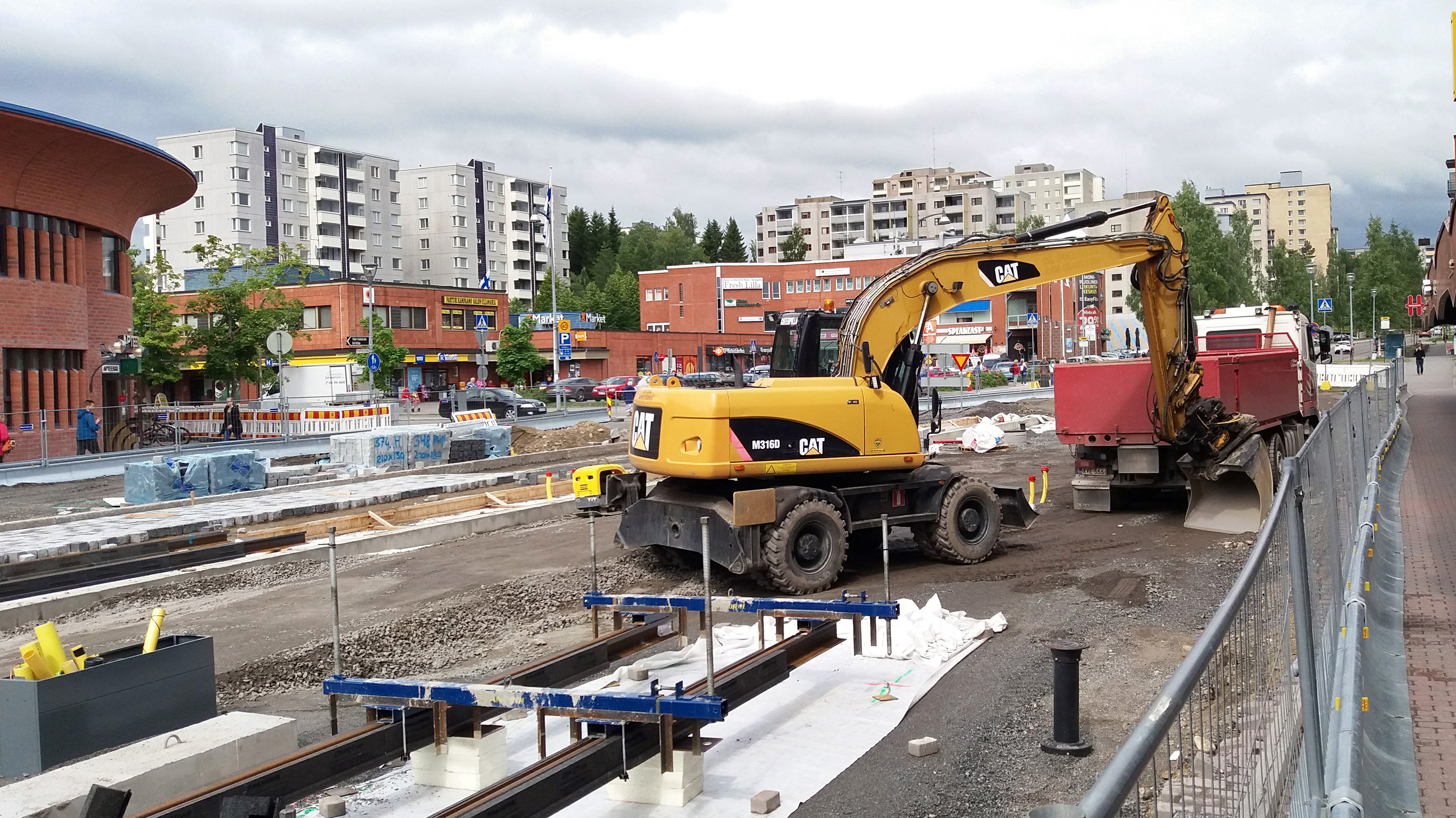
Spårvägsbygget i Hervanta sommaren 2018.

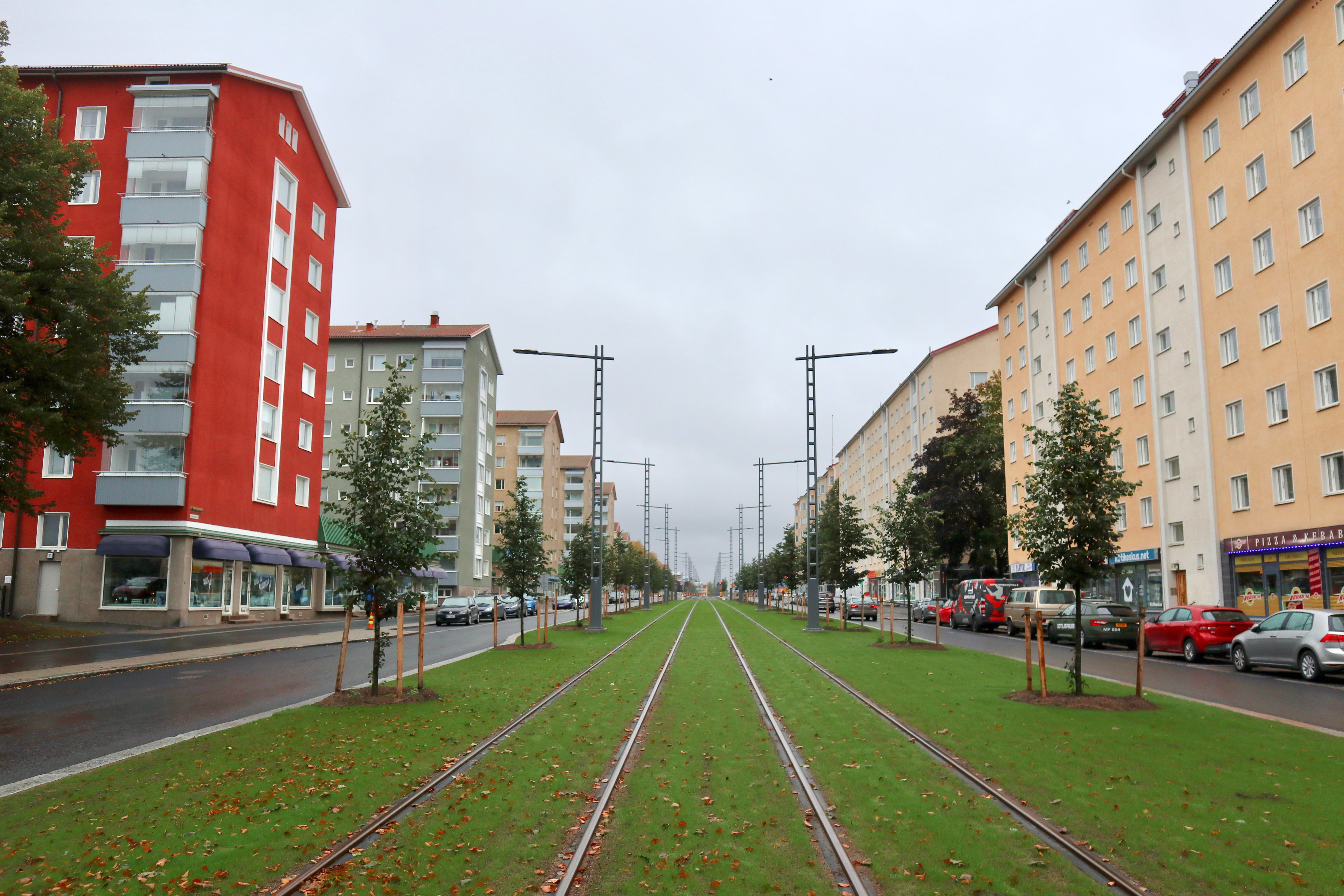
Gräsbeklädd bana på Sammonkatu hösten 2019.

### Skede 1
Som byggare fungerar Spårvägsalliansen (finska: Raitiotieallianssi) som är ett konsortium bestående av Pöyry, VR-Track och YIT. Byggandet inleddes med förberedande arbeten i slutet av 2016, efter fullmäktiges byggbeslut, och de egentliga byggarbetena inleddes i januari 2017. I början påbörjades arbetena på gatorna Insinöörikatu, Hervannan valtaväylä och Itsenäisyydenkatu. Senare samma år påbörjades arbetena på Hämeenkatu, Pirkankatu, Sammonkatu, Tekunkatu, Hermiankatu och på depån i Hervanta. Tammerfors första spårvägsräls lades i hörnet av Insinöörikatu och Kanjoninkatu 18.5.2017. Dessutom inleddes byggandet av bron över Kekkosentie, samt anpassandet av gamla broar till spårvägen. Under 2017 blev totalt cirka en kilometer spårväg klar.
Under 2018 inleddes byggnadsarbetena på i praktiken alla kvarvarande sträckor i skede 1, såsom gatorna Teiskontie, Hämeenkatus östra del, Hämeenpuisto och Ensitie. Dessutom påbörjades byggarbetena för spårvägsbroarna över Hervantas kanjon och ringvägen, liksom också renoveringen av bron Hämeensilta i centrum. I juni såddes de första testavsnitten med gräsbeklädda banområden på Sammonkatu. I slutet av året började man också återställa byggplatsernas trafikarrangemang till sin slutgiltiga utformning och de första gatuträden planterades. I slutet av året färdigställdes gatubyggnadsarbetena på flera gator och också bron över Hervanta kanjon blev klar. 2018 var det intensivaste byggnadsåret för spårvägen då cirka fem kilometer spårväg blev klar.
I början av 2019 installerades de första luftledningarna längs Hervannan valtaväylä och Insinöörikatu. Banbygget inleddes i området vid Hervantajärvi. Depåernas yttre arbeten färdigställdes medan byggandet inomhus fortsatte. Läggandet av spår inleddes på Hervannan valtaväylä i början av sommaren och största delen av spårläggningen blev klar under sommaren 2019. Också de första gatuavsnitten i centrum på Hämeenkatu och Itsenäisyydenkatu blev klara. I slutet av året blev arbetena klara, bortsett luftledningarna, på Sammonaukio, Sammonkatu och Teiskontie. År 2019 blev cirka åtta kilometer spårväg klar. Renoveringen av Hämeensilta blev klar i slutet av året.
Bansträckan från Hervanta depå till Turtola blev klar för trafikbruk under våren 2020 och testkörningar med en begagnad vagn som införskaffats från Tyskland inleddes. Banarbetena för hela skede 1 blev klara i oktober 2020. I sin helhet blev banavsnittets byggnadsarbeten klara på sträckan mellan Hervanta och Pyynikintori i slutet av året, då testkörningar inleddes på hela banavsnittet. År 2021 gjordes endast små gatu- och avslutande arbeten för skede 1, samt installeringen av luftledningar på förgreningarna mot centralsjukhuset och busstationen.
Skede 1 togs officiellt i bruk 9 augusti 2021. Spårvägsalliansen meddelade att alla spårarbeten med skede 1 då var klara, det vill säga fem månader i förtid. Ursprungligen skulle grenen till Sorin aukio bli klar först mot slutet av samma år. Också förnyelsen av huvudgatan Hämeentie, som ingick i projektet, blev klar samtidigt med invigningen, det vill säga ett år i förtid. Kostnadsberäkningen underskreds med 34 miljoner euro. Totalt kostade skede 1 därmed cirka 266 miljoner euro, vilket också omfattar kostnader för parallella projekt, såsom mera omfattande gatuförnyelser och cykelvägar.

### Skede 2
I slutet av 2020 inleddes byggnadsarbetena med skede 2. Sträckans längd är 6,6 km. Hösten 2022 var spåren färdiga på sträckan mellan Pyynikintori och Santalahti, med planerad trafikstart hösten 2023. Utfyllnaden av den konstgjorda ön Näsisaari blev klar i slutet av 2022, men spåren kunde börja byggas först 2024 så att marken hann sätta sig. I Hiedanranta inleddes spårarbetena i april 2022, med trafikstart planerad till 2025.
7 augusti 2023 inleddes trafiken på skede 2A mellan Pyynikintori och Santalahti med tre nya hållplatser längs två kilometer spårväg. Trafiken på den 5 kilometer långa skede 2B mellan Santalahti och Lentävänniemi inleddes 7 januari 2025 med 6 nya hållplatspar.

## Trafikering

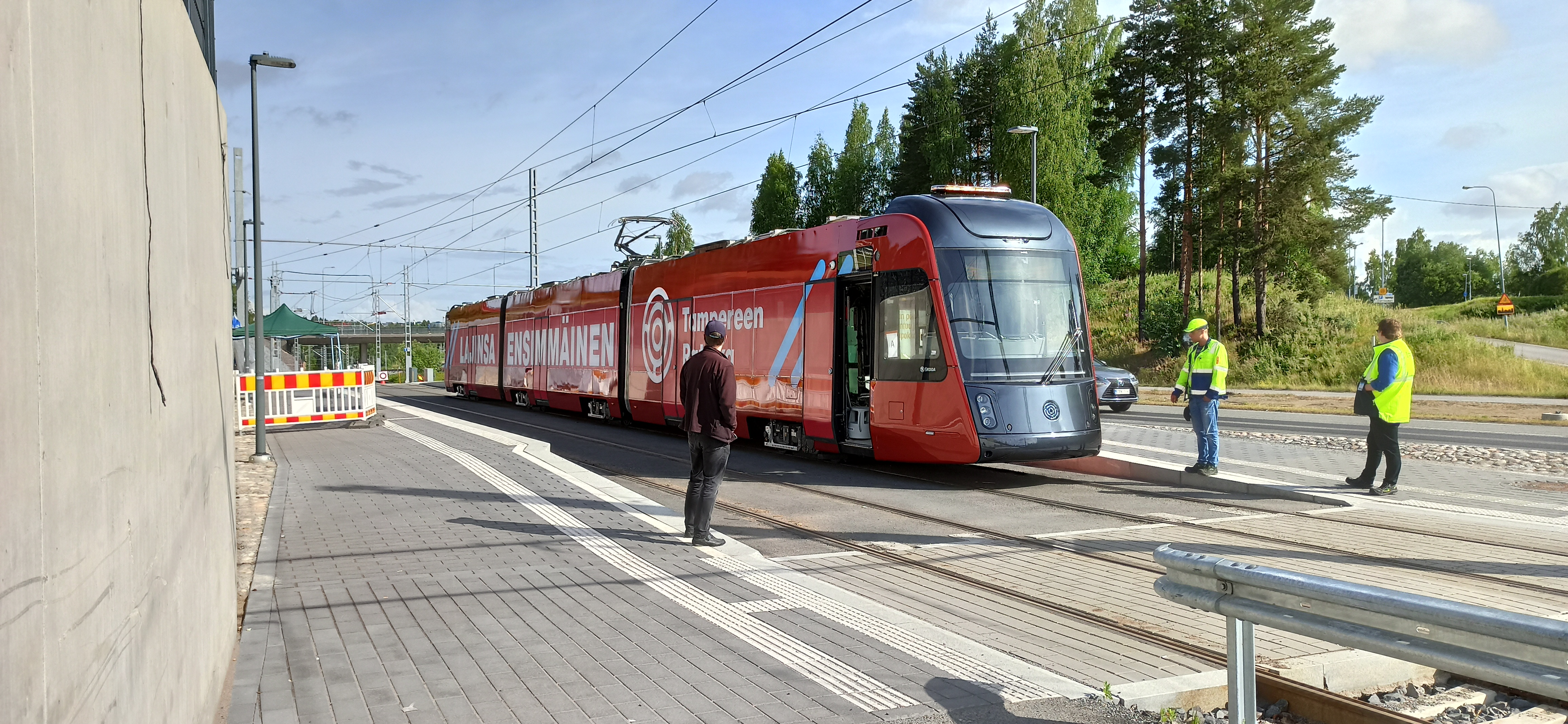
Artic X34 i testkörning i juli 2020.

Linjekarta

VR valdes till operatör för Tammerfors spårvägar i april 2019. Operatören ansvarar för trafikering och trafikledning. Infrastrukturen samt införskaffandet av vagnar och deras administrering sköts av bolaget Tampereen Raitiotie Oy som ägs av Tammerfors stad. Trafiken beställs av Tampereen seudun joukkoliikenne (Tammerforsregionens kollektivtrafik) Den kommersiella testtrafiken inleddes 10 maj 2021 och den egentliga trafiken 9 augusti 2021.

### Linjer
I inledningsskedet trafikerar två linjer Tammerfors spårvägar, linje 1 och 3. Linjernas numrering är anpassad till den övriga kollektivtrafiken i Tammerfors, vilket betyder att buss- och spårvagnslinjer inte kan ha samma nummer. Linje 3 ersätter tidigare busslinje 3 och gick initialt från Pyynikintori till Hervantajärvi. I skede två förlängs linjen till Lentävänniemi, där sträckan fram till Santalahti togs i bruk 2023. Linje 1 gick från Sorin aukio och kör samma rutt som linje 3 mellan Koskipuisto och Sammonaukio där linjen förgrenas mot Kauppi kampus via TAYS (Tammerfors universitetssjukhus). I juni 2024 ändrades linjernas ändhållplatser, så att linje 1 går mellan Kaupun kampus och Santalahti och linje 3 mellan Hervanta och Sorin aukio. Linje 1 förlängdes från Santalahti till Lentävänniemi 2025. Båda linjerna har flera byteshållplatser där man kan byta mellan buss och spårvagn från samma plattform. Restiden mellan Santalahti och Kaupin kampus är 12 minuter och mellan Sorin aukio och Hervantajärvi 33 minuter. Turtätheten på den gemensamma sträckan är 3–4 minuter och på övriga sträckor 7,5 minuter.

### Spårvagnar
Vagnarna har plats för 264 passagerare, varav 104 sittplatser. Vagnarnas högsta hastighet är 70 km/h och ruttens medelhastighet är 19–22 km/h. Det finns ingen nivåskillnad mellan plattformen och vagnarnas golv. I oktober 2018 presenterades spårvagnaras design och färgsättning, som blev tegelröd på basen av en publikomröstning.
Spårvagnarna byggdes i Kajana av Transtech, ett dotterbolag till Škoda Transportation, som vann en offerttävling i oktober 2016. Beslutet överklagades till marknadsdomstolen av en konkurrent, men överklagan förkastades i oktober 2017. Därefter undertecknade Tammerfors stad och Transtech ett leveransavtal för spåvagnarna. I ett första skede levererades 19 spårvagnar och senare ytterligare 5 till 6 vagnar. Totalt omfattade beställningen 26 vagnar. Inköpspriset för en vagn är 3,2–3,8 miljoner euro och hela beställningen är värd 97,5 miljoner euro. Den första vagnen provkördes i Tammerfors i juli 2020.
Spårvagnsmodellen heter ForCity Smart Artic X34 och är 37 meter lång, har lågt golv och är en tvåriktningsvagn. I januari 2018 valdes Idis Design till vagnarnas designer. Spårvagnarnas huvudlösningar planerades under årets början och under slutet av året finslipades funktionaliteten i designens detaljer genom att tillverka en modell i skala 1:1 för att beskriva detaljernas utformning. Den första så kallade råmodellen blev klar i mars 2018 och den slutgiltiga modellen presenterades för stadsborna i februari 2019. Transtech inledde tillverkningen av vagnarna i fabriken i Otanmäki i december 2018 och den första vagnen blev klar och levererades till Tammerfors i maj 2020. Redan i februari 2020 ordnade Škoda Transtech en TW 6000-spårvagn för testbruk tillverkad av LHB år 1981.

### Depå
Tammerfors spårvagnsdepå ligger i Hervanta. 17 personer arbetar med det dagliga underhållet av spårvagnarna. Nya depåer planeras till Lielahti och Linnainmaa.

### Passagerarmängd
Under vardagar använder 70 000 passagerare spårvagnarna, på lördagar 50 000 och söndagar 30 000 (2025). Spårvägstrafiken inleddes i augusti 2021 och under det första året i drift gjordes cirka 10 miljoner resor med Tammerfors spårvagnar, vilket utgjorde cirka en fjärdedel av alla Nysse-systemets kollektivtrafikresor under denna period. Under 2024 gjordes 16,6 miljoner resor, eller 30,9 % av alla kollektivtrafikrsor i Tammerforsregionen. Dygnsrekordet är 82 409 resor 30 april 2025.
Passagerarmängden har överstigit de uppskattningar som gjordes i projektets konsekvensbedömning 2016: Då uppskattades spårvägen ha 55 000 passagerare per dygn med den omfattning som systemet hade 2025. År 2025 uppgick passagerarntalet till 70 000 per dygn.